# Свјатослав I Кијевски
Свјатослав I Кијевски  (око 942 — март 972) или Свјатослав Игорович (рус. Святослав Игоревич) био је кнез Кијевске Русије. Рођен је као син кнеза Игора и његове супруге Олге. Своју владавину Свјатослав је провео у сталним војним походима на истоку и југу који су довели до пропасти две до тада моћне државе у источној Европи, Хазарског каганата и Дунавске Бугарске. Такође, потчинио је и бројна источнословенска племена, поразио Алане и Волшке Бугаре и повремено је склапао савезе са Печенезима и Угрима.
Његова десетогодишња владавина била је обележена брзим ширењем руске државе на долину реке Волге, степе северно од Црног мора и на Балканско полуострво. Током своје кратке владавине Свјатослав је створио најпространију државу у тадашњој Европи, а 969. је престоницу пренео из Кијева у Перејаславец (Мали Преслав) на Дунаву. Насупрот својој мајци Олги, која је примила хришћанство, Свјатослав је остао веран многобоштву. Свјатославова изненадна смрт у борби са Печенезима 972. године довела је до брзог распада његове државе која није била чвршће повезана изнутра. Такође, нерешено питање наслеђа довело је до братоубилачког рата између тројице његових синова из кога је као победник изашао Владимир I Велики.

## Име
Свјатослав је био и први владар Кијевске Русије који је, према Повести минулих лета, имао потпуно словенско име, за разлику од предака, који су имали имена пореклом из старонордијског језика. После њега, пракса са словенским именима је била уобичајена (Владимир, Јарослав, Мистислав,...).

## Младост и личне одлике
О младости се мало зна, ни година рођења није поуздана. Отац Игор је био убијен 945. од стране словенског племена Древљана. Мајка Олга је била регент у Кијеву све до Свјатославовог пунолетства (око 963). Његов тутор је био Варјаг по имену Асмуд. Свјатослав се није превише интересовао за администрацију, док је са друге стране време углавном проводио са својом ратничком дружином у борбама са околним државама. Према Повести минулих лета у војне походе ишао је без коморе, посуда за припремање хране, месо није кувао, већ је секао комадиће коњетине, говедине или дивљачи и пекао их на угљу. Такође, није носио шатор, већ је испод себе простирао коњско ћебе, а седло је стављао под главу. Ратници из његове пратње чинили су исто то.

## Физички изглед
Био је просечне висине и грађе. Носио је бело одело и једну минђушу са рубином и двоје бисера.
Упркос томе да му је мајка Олга у Цариграду, на двору цара Константина VII Порфирогенета, 945. или 957. прешла у хришћанство, Свјатослав је остао многобожац који је поштовао словенска божанства попут Велеса и Перуна.

## Породица
Свјатослав је имао троје деце: Владимира, Олега и Јарополка.

## Војни походи према истоку
Након преузимања престола кијевске Русије почео је експанзију у поречје реке Волге и понтске степе. Ту је имао велики успех са освајањем хазарског каганата, који је важио за једну од јачих творевина у источној Европи. Разлог конфликта Руса и Хазара није познат, једна од могућности је борба за богати трговачки канал који се водио реком Волгом. Хазари су на Волги добро зарађивали са порезима на трговину и транспорт на самој реци. Неки историчари наводе да је Византија наговорила кијевске Русе на обрачун са јеврејским Хазарима, којима на византијском двору Романа I Лакапина нису били склони.
Свјатослав је за бој против Хазара регрутовао источнословенска племена, а оне који му се нису хтјели придружити је напао и приморао на плаћање пореза њему, а не више Хазарима. Таква је судбина задесила племе Вјатичи. Напредовањем по реци Оки и Волги упао је у Волга Бугарију, које је подјармио да су плаћали данак. У тим походима је Свјатослав користио најамнике из племена Огузи и Печенега, вероватно због недостатка добре коњице, коју су супротне стране имале.
965. Свјатослав уништи хазарски град Саркел и упадне у град Керч на Криму. Код Серкела подиже насеље звано Бјела Вјежа (рус. Белая Вежа) (Бео торањ). 968. или 969. сруши хазарску престоницу Атилу. Путописац, који је након напада обишао Атилу написао је да од града није остало ништа, чак ни лишће на дрвећу. Арапски хроничар Ибн Хаукал пише о нападу Свјатослављевом на град Самандар који се налази у данашњем Дагестану. Ипак се Свјатослав није одлучио за заузимање северног Кавказа, који је био центар Хазара. Приликом повратка у Кијев напао је Осете и приморао их у вазалство.
Протеривањем Хазара око Волге отворило је врата трговачком путу у правцу север-југ, преко степа све до Црног мора.

## Балкански поход
Свјатослав је поразио Хазаре и у корист Византије упркос томе да су још за време његовог оца Игора био вођен рат кијевских Руса и Византије, који се завршио поразом Руса 944. Ипак је за време Свјатослава било добрих односа са Византијом, томе и добро говори чињеница коју је у хроници забележио Јован Скилица, да су Руси слали војну морнарицу у помоћ Византији у време похода Нићифора Фоке на Крит.
Нићифор Фока је 967. или 968. послао Свјатославу свог емисара Калокира, са намјером да Свјатослава наговори да нападне Бугаре. При томе је добио 15.000 унца у злату. Свјатослав је пристао и на поход кренуо са 60.000 војника, укључујући и и најамничке одреде Печенега. Бугарски цар Борис II Бугарски је био поражен и указивало је да ће Руси заузети цели део северне Бугарске, али је тада дошло до подмићивања Печенега од стране Византије, који су почели са опсадом Кијева. Мајка Олга и син Владимир су се тада налазили у граду и после повлачења Печенега слали су писмо по Свјатослава, који се вратио и поразио остатке Печенега у околини. Освојене територије Бугарске је одбио пренијети под Византију. Након смрти маме Олге, која је умрла 3 дана након свађе Олге и бојара са Свјатославом, престоницу пренесе у Прејаславец, на ушће Дунава, које је важило за богати трговачки пут. У хроници Повест минулих лета је за 969. записано да је нову престоницу схватао као центар своје нове државе и тачку где тече трговина златом, свилом, вина и осталих добина из Византије према западу, коњи и сребро из правца Мађарске и Чешке и кожа, мед, восак и робови из руских земаља.
У лету 969. крене у нови поход, а кијевску Русију подели на три управне јединице, које су управљали његови три синови. Руска војска са најамничким трупама Мађара и Печенега упада у бугарску Тракију и заузме Филипољ, а становништво масакрира. Византијски цар Ниђифор одговори утврђивањем бедема Цариграда и повећањем коњаничких трупа. Усред тих припрема збачен је са престола и убијен од наследника и новог цара Јована I Цимискија.
Први покушај Јована I Цимискија да одбаци Свјатослава је пропао. Руске трупе су прешле Дунав и почеле са опсадом Адријанопола, што је у лету 970., због релативне близине, проширило панику на улице Цариграда. На крају исте године Византија, под командом Варде Склира победи заједничке трупе Руса, Бугара, Мађара и Печенега у бици код Аркадиапоља, Док је у међувремену Јован Цимискије сузбијао побуну Варда Фоке у Малој Азији и након победе водио војску на Балкан и заузео град Маркиапољ, где су Руси држали део бугарске царске породице. Јован Цимискије се прогласио за ослободиоца Бугарске од Свјатослава. Свјатослав се повукао до града Доростола (данашња Силистра), коју је византијска војска опседала 65 дана. Видевши да је одсјечен Свјатослав се предао уз договор да ће напустити Балкан, одвојити јужни Крим Византији и вратити се западно од Дњепра. Свјатослав је са војском отпловио реком до отока Березан, на ушћу Дњепра, где је презимио. Тамо их је ухватила велики глад.
Свјатославов поход на Балкану за Кијевску Русију није уродио плодом, али је зато сузбио Бугарско царство, које је било мања претња и српским земљама. Такође је то пошло на руку Византији, чији Василиј II Бугароубица је четири деценије са успехом водио борбе против Бугара.

## Породично стабло
|  |                          |  |  |  |  |  |  |  |  |  |  |  |  |  |  |  |
|  | 2. Игор Рјурикович       |  |  |  |  |  |  |  |  |  |  |  |  |  |  |  |
|  |                          |  |  |  |  |  |  |  |  |  |  |  |  |  |  |  |
|  |                          |  |  |  |  |  |  |  |  |  |  |  |  |  |  |  |
|  | 1. Свјатослав I Кијевски |  |  |  |  |  |  |  |  |  |  |  |  |  |  |  |
|  |                          |  |  |  |  |  |  |  |  |  |  |  |  |  |  |  |
|  |                          |  |  |  |  |  |  |  |  |  |  |  |  |  |  |  |
|  | 3. Олга Кијевска         |  |  |  |  |  |  |  |  |  |  |  |  |  |  |  |
|  |                          |  |  |  |  |  |  |  |  |  |  |  |  |  |  |  |
|  |                          |  |  |  |  |  |  |  |  |  |  |  |  |  |  |  |